# Compass Cay
Compass Cay ist eine kleine Insel der Bahamas. Sie liegt im Exuma-Distrikt. Die Insel hat einen natürlichen geschützten Hafen und man hat ein Strandhotel und eine Marina gebaut.

## Geographie
Die Insel liegt in einem Riffsaum, der sich von Süden nach Nordwesten zieht. Unmittelbar nördlich der Insel verläuft der Conch Cut, ein Kanal, der die Insel von Little Bell Island (Little Bell Cay) im Norden trennt. Im Westen, am Rand des Kanals liegt die Insel Fowl Cay und im Süden die Inseln Pipe Cay und Joe Cay.

## Sehenswürdigkeiten
Bei der Insel gibt es auch eine berühmte Population von harmlosen Ammenhaien. Die Ammenhaie in der Marina sind eine Touristenattraktion. Rund um die Insel erstrecken sich ausgedehnte Mangrovenbestände und es gibt einen „landing strip“, einen langen Sandstreifen, der nur bei Ebbe sichtbar wird.